# Civilization: Call to Power
Civilization: Call to Power (appelé aussi Civ CtP ou CTP) est un jeu de stratégie au tour par tour reprenant le principe développé par Sid Meier à travers sa série des Civilization.
Il a été porté sous Linux par Loki Software en 1999, sous Mac OS et même BeOS - chose rare pour un jeu.
Il possède une suite, Call to Power II, sortie fin 2000. Ce titre ne contenait pas le mot Civilization à cause d'un problème de licence, Activision n'ayant pas acheté les droits d'exploitation sur la série des Civilization. À la différence de cette suite, le code source de Call to Power n'a pas été libéré et il est toujours en vente.

## Système de jeu
Le gameplay de Call to Power est très proche de celui de Civilization II : le jeu se déroule sur une map quadrillée en diagonale, chaque case représentant différents types de terrains (plaine, forêt, montagne, mer, toundra, etc), où se déplacent des unités et se développent des villes.

### Conditions de Victoire
Il existe trois façon de remporter la victoire :
- éliminer tous ses concurrents ;
- avoir le meilleur score arrivé à l'an 3 000 apr. J.-C. ;
- compléter en premier le projet sur l'intelligence extraterrestre.

## Comparaison avec Civilization II
Par rapport à Civilization II, dont il reprend l'essentiel, Call to Power introduit :
- de nouveaux territoires colonisables : il est possible de construire des villes sous la mer et dans l'espace.
- un écran de combats découpé en quatre lignes : combattants de corps à corps, longue porté, artillerie, civil.
- un système de messagerie récapitulant les événements importants qui se sont produits pendant le changement de tour.
- l'abandon du système d'ingénieurs : ils sont remplacés par une taxe TP (Travaux Publics) sur la production nationale pour permettre de construire les aménagements.
- une gestion plus fine du gouvernement permettant l'ajustement des salaires, du temps de travail et de la taille des rations par citoyen.
- une gestion de la pollution plus poussée : il s'agit d'un nouveau paramètre de jeu optionnel, et certaines structures permettent de la limiter.
- l'esclavagisme permet de capturer la population des villes ennemies.

Il apporte aussi de nouveaux bâtiments, de nouvelles unités et Merveilles.

## LesMerveilles du Monde
Dans cette édition, comme dans toutes les autres, il y a des Merveilles, dont quelques-unes qui vous permettent ici d'avoir des avantages notables, le temps de la durée de vie de la Merveille donnée. Une Merveille ne peut être construite que par une seule civilisation et affecte la globalité de celle-ci (sauf quelques exceptions, par exemple le Télescope de Galilée, qui n'affecte qu'une seule ville). Les Merveilles notables sont : 
- La Pierre Philosophale : La Pierre Philosophale, une des Merveilles de première phase de jeu, vous ouvre une ambassade dans chacune des autres civilisations. Par ce fait, vous pouvez faire un nombre illimité de propositions d'échanges de technologies, ce qui peut vous permettre de créer un gap technologique - mais vous permet aussi de vous attirer la sympathie des civilisations avec lesquelles vous échangez le plus (avec toutes les incidences diplomatiques que cela permet). L'effet de cette Merveille cesse avec la découverte de l'Âge de Raison, quelle que soit la civilisation qui découvre ladite technologie.
- La Cité interdite : La Cité Interdite annule toute situation de guerre entre vous et vos ennemis, ferme les ambassades des autres civilisations, et les empêche de vous déclarer la guerre. C'est aussi une Merveille de première phase de jeu. Néanmoins, les effets de cette Merveille sont invalidés si vous déclarez la guerre à une autre civilisation.
- La Hagia Sophia (Sainte-Sophie) : Cette Merveille n'est intéressante quasiment que si votre gouvernement est une théocratie, qui est une des meilleures formes de gouvernement de début de jeu, pour peu que votre civilisation compte un certain nombre de villes : la Hagia Sophia augmente notamment le bonheur de votre civilisation de 5 points.
- La Bourse de Londres : La Bourse de Londres vous permet de gagner un maximum d'argent en éliminant les coûts d'entretien de votre civilisation. La technologie sine qua non pour cette Merveille est l'Économie, qui permet de faire travailler vos villes sur un mode capitalistique ; technologie qui nécessite elle-même l'Âge de Raison, et permet donc de classer cette Merveille dans une deuxième phase de jeu.
- La Contraception : Augmente le bonheur de 5 points, permet de contrôler la démographie et d'éviter les famines.
- L'Entité IA : L'Entité IA est une Merveille qui peut sembler attractive, car elle élimine tout mécontentement, mais qui a la capacité de se rebeller, et donc de vous faire perdre des villes, et peut ainsi former un magnifique cadeau empoisonné si vous avez construit l'Acte d'Égalité, et que vous décidez de donner la technologie associée à un rival, si celle-ci est ou devient instable.
- L'Acte d'Égalité : toutes les villes des autres civilisations qui se révoltent vous rejoignent.
- Le Laboratoire d'Edison : Le Laboratoire d'Edison vous donne un avantage technologique dans le sens où il permet la découverte spontanée d'une dizaine de technologies environ.
- Internet : Internet reprend exactement le même concept que le Laboratoire d'Edison. Avoir les deux est donc un gros plus, alors que n'avoir qu'une des deux Merveilles peut permettre de relativiser votre supériorité, si une autre civilisation construit l'autre.
- Le Centre PES : Le Centre PES combine les effets de la Pierre Philosophale et de la Cité Interdite.
- La Faille Spatio-Temporelle : Une des dernières Merveilles notables sur la ligne du temps et du progrès technologique, qui est la condition sine qua non à l'une des modalités de victoire qui est celle associée aux extraterrestres.

## Versions
Le dernier patch officiel disponible mène à la version 1.2 (pour Linux, Mac OS et Windows). Le site Apolyton fournit un patch supplémentaire 1.21 qui corrige quelques problèmes mineurs dont un de corruption de sauvegardes de scénario.

## Accueil
| Civilization: Call to Power |      |       |
| Média                       | Pays | Notes |
| Computer Gaming World       | US   | 3.5/5 |
| GameSpot                    | US   | 67 %  |
| Gen4                        | FR   | 5/6   |
| Jeuxvideo.com               | FR   | 17/20 |
| Joystick                    | FR   | 90 %  |

## Récompense
- Élu meilleur jeu de stratégie 1999 par Gen4.
- MobyGames lui donne une note de 78 %[6].